# As Sete Vampiras
As Sete Vampiras é um filme brasileiro de 1986, do gênero comédia, dirigido por Ivan Cardoso.
O filme conta com a participação da banda João Penca & Seus Miquinhos Amestrados e o trapalhão Dedé Santana e o humorista Tião Macalé fazem pequenas participações.

## Sinopse
Depois de ver seu marido ser devorado por uma planta carnívora, a professora de dança Sílvia se isola de todos em sua casa de campo. Só é convencida a abandonar seu retiro quando um velho amigo a convida para trabalhar numa boate, e prontifica-se a montar um balé intitulado "As Sete Vampiras", mas o sucesso do espetáculo é interrompido por estranhos assassinatos.

## Elenco
- Nicole Puzzi ....  Sílvia Rossi
- Nuno Leal Maia ....  detetive Raimundo Marlou
- Andréa Beltrão ....  Maria
- Simone Carvalho ....  Ivete
- Leo Jaime ....  Bob Rider
- Colé Santana ....  inspetor Pacheco
- Ariel Coelho ....  Frederico Rossi
- Zezé Macedo ....  Rina
- Ivon Cury ....  Barão Von Pal
- Bené Nunes .... chefe de polícia
- Wilson Grey ....  Fu Manchu
- Felipe Falcão...porteiro
- Suzana Mattos .... Clarice
- Daniele Daumerie...bailarina vampira[1]
- Alvamar Taddei .... Vampirete Jane
- Dedina Bernardelli...bailarina vampira
- Pedro Cardoso .... Pedro
- Lucélia Santos ....  Elisa Machado (participação especial)
- Carlo Mossy...Luís (participação especial)
- John Herbert  ....  Rogério (participação especial)
- Tânia Boscoli...bailarina vampira(participação especial)
- Tião Macalé...conferente do porto
- Dedé Santana ....  faxineiro
- Neusinha Brizola...no público da boate

## Prêmios
Festival de Gramado
- Prêmio Especial do Júri de melhor atriz, para Zezé Macedo;
- Melhor Cenografia, para Oscar Ramos;
- Prêmio Edgar Brasil de Fotografia, para Carlos Egberto Silveira.

Rio-Cine Festival
- Melhor Filme
- Melhor Atriz Coadjuvante, para Andréa Beltrão
- Menção Honrosa de Fotografia, para Carlos Egberto Silveira; Montagem, para Gilberto Santeiro; e Direção de Arte, para Oscar Ramos.